# Рок Дог
«Рок Дог» (англ. Rock Dog, кит. 摇滚藏獒, «Мастиф-рокер») — полнометражный китайско-американский мультфильм режиссёра Эша Брэннона по мотивам графического романа Чжэн Цзюна «Тибетский мастиф-рокер». История пса из небольшой деревни в горах, идущего через тернии к своей мечте стать рок-музыкантом.
8 июля 2016 года состоялась премьера в Китае, а 24 февраля 2017 года — в США. В России мультфильм вышел в прокат 27 апреля и 4 мая 2017 года.

## Сюжет
Подросток-тибетский мастиф Боуди должен стать следующим защитником деревни овец от волков на Снежной горе, сменив своего отца. У Боуди есть проблемы с совершенствованием своей магической силы, называемой «смертоносной лапой мастифа», представляющей собой мощную энергетическую волну. Когда он был моложе, Кампа его отец, запретил музыку в деревне, так как она отвлекала Боуди от тренировок.
По стечению обстоятельств, Боуди находит радиоприёмник, впервые слушает рок-музыку и становится фанатом британской рок-легенды Ангуса Скаттергуда. Боуди самостоятельно учится играть на гитаре, пренебрегая своими обязанностями в пользу того, чтобы стать музыкантом. Деревенский старейшина Як Флитвуд убеждает Кампу позволить Боуди следовать за своей мечтой. Кампа даёт сыну билет на автобус до ближнего мегаполиса, но берёт с Боуди обещание отказаться от музыки в случае провала.
Боуди прибывает в город и направляется к Скаттергуду в надежде получить уроки музыки. Ангус оказывается белым ангорским котом, который все время носит черные солнцезащитные очки и имеет тяжёлый случай творческого кризиса, а его единственным спутником является робот-дворецкий Оззи.
Скаттергуд полагает, что его карьера окончена, ведь у него остается лишь несколько часов на написание нового хита. Услышав талант Боуди к игре на гитаре, он приглашает Боуди в свой дом и, под предлогом урока, создает вместе с ним новую песню под названием «Чудо». Позже Боуди понимает, что был использован, когда Ангус заявляет по радио, что написал песню сам. Вскоре после этого Боуди был схвачен Риффом и другими волками; на допросе, под воздействием транквилизатора, он случайно дает подсказку, которая поможет волкам захватить деревню. Линнукс и его банда отправляются на Снежную Гору.
Скаттергуд, чувствующий свою вину перед Боуди, отправляется на поиски щенка. После кульминационной погони Боуди побеждает волков, «находя свой огонь» во время игры на гитаре, при этом не нанося врагам физического вреда. Кампа прогоняет Линнукса и окончательно принимает решение сына стать рок-музыкантом.
В городе герои формируют рок-группу и дают концерт для местных жителей в бывшем «Дворце боёв», представляя новую песню миру. Скаттергуд рекомендует новую рок-группу Яну, поскольку считает их отличными музыкантами.

## Роли озвучили
- Люк Уилсон — Боуди (ритм-гитара)
- Эдди Иззард — Ангус (лидер-гитара)
- Дж. К. Симмонс — Кампа, отец Боуди, страж Снежной Горы
- Льюис Блэк — Линнукс, вожак банды волков и хозяин клуба Бойцовский Дворец
- Кинан Томпсон — Рифф, со своим напарником, Скоззом — оба подручные Линнукса
- Мэй Уитман — Дарма (бас-гитара), лисица
- Хорхе Гарсиа — Гермур (ударные), козёл
- Мэтт Диллон — Трей (ритм-гитара), снежный барс
- Сэм Эллиотт — Як Флитвуд, старейшина деревни Снежная Гора
- Эш Брэннон — Ян, менеджер Ангуса
- Лиза Ричардсон — Радио-диджей
- Уилл Финн — Флойд/Карл

### Русский дубляж
- Никита Пресняков — Боуди (ритм-гитара)
- Николай Фоменко — Ангус (лидер-гитара)
- Сергей Чихачёв — Кампа, отец Боуди, страж Снежной Горы
- Алексей Багдасаров — Линнукс, вожак банды волков и хозяин клуба Бойцовский Дворец
- Борис Быстров — Як Флитвуд, старейшина деревни Снежная Гора
- Денис Некрасов

## Приём
В целом "Рок Дог" провалился в прокате, что, впрочем, не помешало созданию сиквела. На веб-агрегаторе Rotten Tomatoes фильм получил рейтинг 47 % со средним баллом 5,30/10 на основе 57 отзывов. На агрегаторе Metacritic фильму дали оценку в 48 % из 100 на основе 16 отзывов. На Internet Movie Database фильм оценили в 6,0 из 10.

## Почести
Мультфильм участвовал в фестивалях:
- июнь 2016 — Shanghai International Film Festival (номинация)
- 8 октября 2016 — London Film Festival (неизвестно)
- 2017 — Golden Rooster Awards (номинация)
- 2017 — The 13th China International Children's Film Festival (победитель)

## Прокат
Широкая премьера в Китае стартовала со 2 июля 2016, в США с 24 февраля 2017. С 28 апреля 2017 года мультфильм вышел в прокат во всех странах СНГ (включая Россию и Белоруссию). Телепремьера в России состоялась 9 сентября 2017 года на телеканале «Киносемья».